# الأعياد البهائية
الأعياد البهائية عديدةٌ؛ وكما هو موضحٌ في الجدول أدناه، هناك تسعة أيامٍ يحرّم العمل فيها ويطلق عليها «الأيام التسعة»، ومنها ما يحتفي بها البهائيون ولا يعطل العمل فيها  والتقويم البهائي الذي يُطلق عليه التقويم البديع، تقويمٌ شمسيٌ فيه السنة العادية 365 يوم، والسنة الكبيسة 366، وفيه السنة 19 شهرًا، والشهر 19 يومًا، وهناك أيامٌ إضافيةٌ زائدةٌ (4 في السنة العادية و5 في الكبيسة). تبدأ السنة عند الاعتدال الربيعي، فيبدأ التقويم أي اليوم الأول من السنة الأولى للتقويم البهائي في 21 مارس 1844. أما الأيام الزائدة عن السنة، فيُطلق عليها أيام الهاء، وتكون قبل شهر الصيام. أما بالنسبة إلى بداية اليوم في التقويم البهائي، فإنّ اليوم البهائيّ يبتدئ من الغروب وينتهي إلى الغروب، لذلك تُعتَبر اللّيلة التي تسبق النّهار الواجب تعطيله ضمن ذلك النّهار، وبناءً عليه يمتنع العمل في هذه الفترة كلّها.
والأيام التسعة التي يحتفي بها البهائيون في كل عامٍ منصوصٌ عليها في الكتابات البهائية، ويعتبرها البهائيون مصدر فيضٍ ملكوتيٍ، وموضع عبرةٍ وتذكرةٍ لهم على مر الزمان.

فمثلًا نجد – في إشارةٍ إلى موعد أيام الهاء وعيد النيروز – النص التالي: « يا قلم الاعلى قل يا ملأ الإنشاء قد كتبنا عليكم الصّيام أيّامًا معدودات وجعلنا النّيروز عيدًا لكم بعد إكمالها كذلك أضائت شمس البيان من أفق الكتاب من لدن مالك المبدء والمآب.  واجعلوا الأيّام الزّائدة عن الشّهور قبل شهر الصّيام إنّا جعلناها مظاهر الهاء بين اللّيالي والأيّام.»

## الايام المقدسة عند البهائيين
| اسم العيد أو المناسبة                             | موعد الاحتفال بها (أو إحياء الذكرى) | يمنع بها الاشتغال؟ |
| عيد رأس السنة البهائية (أو عيد النوروز)           | 21 آذار                             | نعم                |
| اليوم الأول من عيد الرضوان (اعلان دعوة بهاء الله) | 21 أبريل                            | نعم                |
| اليوم التاسع من عيد الرضوان                       | 29 ابريل                            | نعم                |
| اليوم الثاني عشر (الأخير) من عيد الرضوان          | 2 مايو                              | نعم                |
| يوم إعلان دعوة الباب                              | 24 مايو *                           | نعم                |
| يوم وفاة بهاء الله                                | 29 مايو                             | نعم                |
| يوم استشهاد الباب                                 | 10 تموز (يولية)*                    | نعم                |
| يوم ولادة الباب                                   | 13 نوفمبر*                          | نعم                |
| يوم ولادة بهاء الله                               | 14 نوفمبر*                          | نعم                |
| يوم الميثاق                                       | 26 نوفمبر                           | لا                 |
| يوم وفاة عبد البهاء                               | 28 نوفمبر                           | لا                 |

(*) كان البهائيون في البلدان الشرقية يقومون (ولغاية 2014 م) بإحياء ذكرى هذه المناسبات الاربعة حسب التقويم الهجري كما مدرج تحت، ولكن ابتداءً من 2015 م أصبحت تواريخ الاحتفال موحدة في العالم البهائي سواء في الشرق أو في الغرب حسب الجدول اعلاه:
- اعلان دعوة الباب - 5 جمادى الأول (1260هـ)
- يوم استشهاد الباب - 28 شعبان (1266هـ)
- يوم ولادة الباب - 1 محرم (1235هـ)
- يوم ولادة بهاء الله - 2 محرم (1233هـ)

### عيد النيروز
تبدأ السنة البهائية بعيد النيروز في يوم 21 مارس من كل عامٍ، حيث بداية الاعتدال الرّبيعيّ، وأوّل الرّبيع في النّصف الشّماليّ من الكرة الأرضيّة. وعيد النيروز يبدأ بعد شهر الصيام، ويُعدّ العمل فيه محرمًا.
ومن النصوص التي تخص عيد النيروز نجد: «لَكِ الْحَمْدُ يَا إِلَهِيْ بِمَا جَعَلْتَ النَّيْرُوْزَ عِيْدًا لِلَّذِيْنَ صَامُوْا فِيْ حُبِّكَ وَكَفُّوْا أَنْفُسَهُمْ عَمَّا يَكْرَهُهُ رِضَائُكَ، أَيْ رَبِّ اجْعَلْهُمْ مِنْ نَارِ حُبِّكَ وَحَرَارَةِ صَوْمِكَ مُشْتَعِلِيْنَ فِيْ أَمْرِكَ وَمُشْتَغِلِيْنَ بِذِكْرِكَ وَثَنَائِكَ».

### ميلاد الباب
ومن الأيام التي يُحرم فيها العمل في البهائية هو ذلك اليوم الذي وُلد فيه السّيّد علي محمّد الملقب بـ «الباب». وُلد الباب فِي مدينة شيراز سنة ١٢٣٥ ه فِي أوّل المحرّم من بيتٍ مشهورٍ بالشّرف والانتماء إلى الرّسول محمدٍ، تاريخ ميلاده مطابقٌ للحديث المرويّ عَنْ الإمام عليّ (إنّي أصغر من ربّي بسنتين)، وأعلن دعوته بعد أن بلغ من العمر خمسة وعشرين سنة وأربعة أشهر وأربعة أيام. وتوفّي والده وهو طفلٌ، وكان والده من نسل النّبي محمد (صلعم)، وهو السّيّد محمد رضا، ومشهورًا فِي جميع إقليم فارس بالتّقوى والفضل وذا احترامٍ عظيمٍ من الجميع. و كان والداه كلاهما من الأشراف ولهما مكانة واحترام من الجميع.
وبعد وفاة والديه، كفله خاله الحاج الميرزا سيد علي، وسلّمه إلى معلمٍ يُدعى الشّيخ عابد، ولو أنّ الباب كان غير ميّالٍ للدّرس إلا أنّه أطاع رغبة خاله. وبعد فترةٍ أرجعه الشيخ عابد إلى خاله، حيث بدأت تظهر عليه يومًا فيومًا علائم الحكمة الفائقة الحدّ والخارجة عَنْ حدود البشر، حتى اضطرّ خاله إلى سحبه من المدرسة وإشراكه معه في التّجارة.
ومن الألواح التي تُقرأ في هذا اليوم هو لوح المولود، ومنه: «بِسْمِ المَوْلُودِ الَّذِي جَعَلَهُ اللّهُ مُبَشِّرًا لِإِسْمِهِ الْعَزِيزِ الْوَدُودِ * لَوْحٌ مِنْ لَدُنَّا إِلَى لَيْلَةٍ فِيْهَا لَاحَتِ السَّمَوَاتُ وَالأَرْضُ مِنْ نَيِّرٍ بِهِ أَنَارَ مَنْ فِي العَالَمِينَ * طُوْبَى لَكَ بِمَا وُلِدَ فِيْكَ يَوْمُ اللّهِ الَّذِي جَعَلْنَاهُ مِصْبَاحَ الفَلَاحِ لِأَهْلِ مَدَائِنِ الأَسْمَاءِ وَأَقْدَاحَ النَّجَاحِ لِمَنْ فِي مَيَادِينِ الْبَقاءِ وَمَطْلِعَ الفَرَحِ وَالإِبْتِهَاجِ لِمَنْ فِي الإِنْشَاءِ * تَعَالَى اللّهُ فَاطِرُ السَّمَاءِ الَّذِي أَنْطَقَهُ بِهَذَا الإِسْمِ الَّذِي بِهِ خُرِقَتْ حُجُبَاتُ المَوْهوُمِ وَسُبُحَاتُ الظُّنُونِ وَأَشْرَقَ إِسْمُ القَيُّومِ مِنْ أُفُقِ اليَقِينِ * وَفِيْهِ فُكَّ خَتْمُ رَحِيقِ الحَيَوَانِ وَفُتِحَ بَابُ العِلْمِ وَالبَيانِ لِمَنْ فِي الإِمْكَانِ وَسَرَتْ نَسَمَةُ الرَّحْمَنِ عَلَى البُلدَانِ * حَبَّذَا ذَاكَ الحِيْنُ الَّذِي فِيْهِ ظَهَرَ كَنْزُ اللّهِ المُقْتَدرِ العَلِيمِ الحَكِيْمِ * أَنْ يَا مَلَأَ الأَرْضِ وَالسَّمَاءِ إِنَّهَا اللَّيْلَةُ الأُوْلَى قَدْ جَعَلَهَا اللّهُ آيَةً لِلَّيْلَةِ الأُخْرَى الَّتِي فِيْهَا وُلِدَ مَنْ لَا يُعْرَفُ بِالأَذْكَارِ وَلَا يُوْصَفُ بِالأَوْصَافِ * طُوْبَى لِمَنْ تَفَكَّرَ فِيْهِمَا إِنَّهُ يَرَى الظَّاهِرَ طِبْقَ البَاطِنِ وَيَطَّلِعُ بِأَسْرَارِ اللّهِ فِي هَذَا الظُّهُورِ الَّذِي بِهِ ارْتَعَدَتْ أَرْكَانُ الشِّرْكِ وَانْصَعَقَتْ أَصْنامُ الأَوْهَامِ وَاَرْتَفَعَتْ رَايَةُ إِنَّهُ لَا إِلَهَ إِلَّا هُوَ المُقْتَدرُ المُتَعالِي الوَاحِدُ الفَرْدُ المُهَيْمِنُ العَزِيزُ المَنِيعُ * وَفِيْهَا هَبَّتْ رَائِحَةُ الوِصَالِ وَفُتِحَتْ أَبْوَابُ اللِّقَاءِ فِي المَآلِ وَنَطقَتْ الأَشْيَاءُ المُلْكُ لِلَّهِ مَالِكِ الأَسْمَاءِ الَّذِي أَتَى بِسُلْطَانٍ أَحَاطَ العَالَمِينَ * وَفِيْهَا تَهَلَّلَ الملَأُ الأَعْلَى رَبَّهُمُ العَلِيَّ الأَبْهَى وَسَبَّحَتْ حَقَايِقُ الأَسْمَاءِ مَالِكَ الآخِرَةِ وَالأُوْلَى بِهَذَا الظُّهُورِ الَّذِي بِهِ طَارَتِ الجِبَالُ إِلَى الغَنِيِّ المُتَعَالِ *...».

### إعلان دعوة الباب
إعلان دعوة الباب هو أحد الأعياد البهائية وضمن الأيام التسعة؛ ففي مساء يوم 23 مايو عام 1844م الموافق 5 من شهر جمادي الأولى عام 1260ه أعلن الباب عن رسالته التي أتت لتمهّد السبيل وتبشّر بظهور بهاءالله. بشّر الباب بظهور بهاءالله فِي جميع كتبه حتّى إنّه قال في أوّل كتابه المسمّى ب «أحسن القصص»: «يا سيدي الأكبر قد فديت بكلّي لك ورضيت السَّبَّ فِي سبيلك وما تمنّيت إلا القتل فِي محبّتك».
ومن الألواح والمناجاة التي تُتلى بمناسبة إعلان دعوة الباب هو لوح الناقوس وفيه: «هَذِهِ رَوْضَةُ الفِرْدَوْسِ ارْتَفَعَتْ فِيهَا نَغْمَةُ اللّٰهِ المُهَيمِنِ الْقَيُّومِ، وَفِيهَا اسْتَقَرَّتْ حُورِيَاتُ الخُلْدِ مَا مَسَّهُنَّ أَحَدٌ إِلَّا اللّٰهُ الْعَزِيزُ الْقُدُّوسُ، وَفِيهَا تَغَرَّدَ عَنْدَلِيبُ الْبَقآءِ عَلَى أَفْنَانِ سِدْرَةِ الْمُنْتَهَى بِالنَّغْمَةِ الَّتِي تَتَحَيَّرُ مِنْهَا الْعُقُولُ، وَفِيهَا مَا يُقَرِّبُ الْفُقَرآءَ إِلى شَاطِئِ الْغَنآءِ وَيَهْدِي النَّاسَ إِلى كَلِمَةِ اللّٰهِ وَإِنَّ هَذَا لَحَقٌّ مَعْلُومٌ، بِسْمِكَ الْهُوْ وَإِنَّكَ أَنْتَ الْهُوْ يَا هُوْ، يَا رَاهِبَ الْأَحَدِيَّةِ اضْرِبْ عَلَى النَّاقُوسِ بِمَا ظَهَرَ يَوْمُ اللّٰهِ وَاسْتَوَى جَمَالُ الْعِزِّ عَلَى عَرْشِ قُدسٍ مُنِيرٍ، سُبْحَانَك يَا هُوْ يَا مَنْ هُوَ هُوْ يَا مَنْ لَيسَ أَحَدٌ إِلَّا هُوْ...».

### استشهاد الباب
يوم مقتل أو استشهاد الباب هو أحد الأيام التسعة المحرّم فيها العمل عند البهائيين. يعتقد البهائيون بأن دعوة الباب اتسمت بالشجاعة والإقدام، وهي الدعوة التي رسمت للبشرية رؤية مجتمعٍ جديدٍ في كلّ نواحيه؛ فأصاب الفزع المؤسّسات الدينية والمدنية على حدٍّ سواءٍ. وسرعان ما تعرّض «البابيون» للاضطهاد والتعذيب نتيجةً لذلك، وأُعدِم الآلاف منهم في سلسلةٍ من المجازر الفظيعة. وفي نهاية الأمر قرّرت السُّلطات في إيران التخلّص من الباب وإِعدامه، فنُفّذ فيه الحكم في اليوم 9 من يوليو عام 1850. وفي مثل هذا اليوم من كل عامٍ يجتمع البهائيون وأصدقاءهم في جميع أنحاء العالم لإحياء ذكرى تلك المناسبة ويتلون الأدعية الخاصة بها في جوٍ من الألفة والاتحاد.
ومن الألواح التي يقرأها البهائيون في هذه المناسبة ما يلي: «هُوَ المُعَزّي المُسَلِّي النَّاطقُ العَلِيمُ. شَهِدَ اللهُ أَنَّهُ لَا إِلَهَ إِلَّا هُوَ وَالَّذِي أَتَى إِنَّهُ هُوَ المَوْعُوْدُ فِي الكُتُبِ وَالصُّحُفِ وَالمَذْكُورِ فِي أَفْئِدَةِ المُقَرَّبِينَ وَالمُخْلِصِيْنَ وَبِهِ نَادَتْ سِدْرَةُ البَيَانِ فِي مَلَكُوتِ العِرْفَانِ يَا أَحْزَابَ الأَدْيَانِ لَعَمْرُ الرَّحْمَنِ قَد أَتَتْ أَيَّامُ الأَحْزَانِ بِمَا وَرَدَ عَلَى مَشْرِقِ الحُجَّةِ وَمَطْلَعِ البُرْهَانِ مَا نَاحَ بِهِ أَهْلُ خِبَاءِ المَجْدِ فِي الفِرْدَوْسِ الأَعْلَى وَصَاحَ بِهِ أَهْلُ سُرَادِقِ الفَضْلِ فِي الجَنَّةِ العُليَا شَهِدَ اللهُ أَنَّهُ لَا إِلَهَ إِلَّا هُوَ وَالَّذِي ظَهَرَ إِنَّهُ هُوَ الكَنْزُ المَخْزُونُ وَالسِّرُّ المَكْنُونُ الَّذِي بِهِ أَظْهَرَ اللهُ أَسْرَارَ مَا كَانَ وَمَا يَكُوْنُ هَذَا يَوْمٌ فِيْهِ انْتَهَتْ آيَةُ القَبْلِ بِيَوْمٍ يَقُوْمُ النَّاسُ لِرَبِّ العَرْشِ وَالكُرْسِيِّ المَرْفُوْعِ وَفِيْهِ نُكِسَتْ رَايَاتُ الأَوْهَامِ وَالظُّنُونِ وَبَرَزَ حُكْمُ إِنَّا للهِ وَإِنَّا إِلَيهِ رَاجِعُونَ وَهَذَا يَوْمٌ فِيهِ ظَهَرَ النَّبَأُ العَظِيمُ الَّذِي بَشَّرَ بِهِ اللهُ وَالنَّبِيُّونَ وَالمُرْسَلُوْنَ وَفِيهِ سَرُعَ المُقَرَّبُونَ إِلَى الرَّحِيقِ المَخْتُومِ وَشَرِبُوا مِنْهُ بِإِسْمِ اللهِ المُقْتَدِرِ المُهَيمِنِ القَيُّوم وَفِيهِ ارْتَفَعَ نَحِيبُ البُكَاءِ مِنْ كُلِّ الجِهَاتِ وَنَطَقَ لِسَانُ البَيانِ الحُزنُ لِأَوْلِياءِ اللهِ وَأَصْفِيَائِهِ وَالبَلَاءُ لِأَحِبَّاءِ اللهِ وَأُمَنَائِهِ وَالهَمُّ وَالغَمُّ لِمَظاهِرِ أَمْرِ اللهِ مَالِكِ مَا كَانَ وَمَا يَكُونُ يَا أَهْلَ مَدَائِنِ الأَسْمَآء وَطَلَعَاتِ الغُرَفَاتِ فِي الجَنَّةِ العُليَا وَأَصْحَابَ الوَفَاءِ فِي مَلَكُوتِ البَقَآءِ بَدِّلُوا أَثْوَابَكُمُ البَيضَاءَ وَالحَمْرَاءَ بِالسَّوْدَاءِ بِمَا أَتَتِ المُصِيْبَةُ الكُبْرَى وَالرَّزِيَّةُ العُظْمَى الَّتِي بِهَا نَاحَ الرَّسُولُ وَذَابَ كَبِدُ البَتُولِ وَارْتَفَعَ حَنِينُ الفِرْدَوْسِ الأَعْلَى وَنَحِيْبُ البُكَاءِ مِنْ أَهْلِ سُرَادِقِ الأَبْهَى وَأَصْحَابِ السَّفِينَةِ الحَمْرَاءِ المُسْتَقِرِّينَ عَلَى سُرُرِ المَحَبَّةِ وَالوَفَاءِ...».

### ميلاد بهاء الله
يوم ميلاد بهاءالله هو أحد الأعياد البهائية والأيام التسعة التي يحرّم فيها العمل. وحول ميلاد بهاء الله ونشأته، وُلد بهاءالله فِي اليوم الثّاني من شهر محرّم عام  ١٢٣٣ ه الموافق 12 نوفمبر 1817م في طهران. تعلّقت به والدته تعلّقًا شديدًا بحيث لم يكن يهدأ روعها من الحيرة في أطواره، فكانت تقول مثلاً إنّ هذا الطفل لا يبكي أبدًا ولا يُصدر منه ما يصدر عادةً من الأطفال الرّضّع كالعويل والصّراخ والبكاء والجزع وعدم القرار وكان لوالده أيضًا تعلّقٌ عظيمٌ به. وفي صباه، نال بهاءالله شهرةً واسعةً وهو طفلٌ، بحيث ظهرت فيه آثار المواهب الإلهيّة، وأصبح محبوب قلوب الجميع بما في ذلك الوزراء الّذين كانوا أعداء والده الألدّاء، فقد كانوا يحبّونه ويحترمونه بحيث جعل الناس في حيرةٍ من أمره قائلين كيف أن هذا الرجل الّذي يُعتبر عدوًّا لوالده يكنّ مثل هذا الاحترام لابنه... ومع أن الجميع كانوا يعلمون أنّ بهاءالله لم يدخل مدرسةً ولم يتتلمذ لدى معلّمٍ، ولكنّهم جميعًا كانوا يشهدون على أنّه لا نظير له في العلم والفضل والكمال....
ولمّا كان بهاءالله في سنّ الخامسة أو السّادسة، رأى حلمًا وشرح ما رأى في المنام لوالده، فطلب الوالد مفسّرًا للأحلام واستفسر منه عَنْ تفسير ذلك الحلم، وكان رؤيا بهاء الله هو أنّه رأى نفسه فِي حديقةٍ، فلاحظ أنّ طيورًا عظيمة الجثّة مهاجمون على رأسه ولكنهم ليسوا قادرين على أذيته، ثُمَّ ذهب إلى البحر فرأى أن تلك الطيور وأسماك البحر مجتمعة هاجمة على رأسه من الهواء والبحر ولكنّهم أيضًا لا يؤذونه، وبعدما سمع المفسّر شرح الرؤيا قال إِن ذلك دليلٌ على أن هذا الطفل سوف يصبح مصدر أمرٍ عظيمٍ، الأمر الَّذي له صلةٌ بالعقل والفكر، لأن الرأس مركز العقل والفكر، ولذلك جميع رؤساء العالم وأعاظمه سوف يهجمون على رأس هذا الطفل كهجوم طيور الهواء وأسماك البحر، لكنهم لا يضرّونه شيئًا، وهو يتغلّب على الجميع، وسوف يخضعون له ويظهر عجزهم....
ومن الألواح والمناجاة التي تقرأ احتفالاً بهذا اليوم، نجد: «أَنْ يَا مَلَأَ الْغَيْبِ وَالشُّهُودِ أَنِ افْرَحُوا فِي أَنْفُسِكُمْ ثُمَّ اسْتَبْشِرُوا فِي ذَوَاتِكُمْ بِمَا ظَهَرَ لَيْلُ الَّذِي فِيْهِ حُشِرَتِ الْأَكْوَارُ وَدُوِّرَتِ الْأَدْوَارُ وَبُعِثَتِ اللَّيَالِي وَالْأَنْهَارُ وَمِيْقَاتُ الْأَمْرِ مِنْ لَدُنْ مُقْتَدِرٍ قَدِيرٍ فَيَا بُشْرَى لِمَنْ فِي الْمَلَأِ الْأَعْلَى بِهَذَا الرُّوْحِ الْعَزِيزِ الْبَدِيعِ وَهَذِهِ لَيْلَةٌ قَدْ فُتِحَتْ فِيْهَا أَبْوَابُ الْجِنَانِ وَسُدَّتْ أَبْوَابُ النِّيْرَانِ وَظَهَرَ رِضْوَانُ الرَّحْمَنِ فِي قُطْبِ الْأَكْوَانِ وَهَبَّتْ نَسَمَةُ اللّهِ مِنْ شَطْرِ الْغُفْرَانِ وَأَتَتِ السَّاعَةُ بِالحَقِّ إِنْ أَنْتُمْ مِنَ الْعَارِفِينَ فَيَا بُشْرَى لِهَذَا اللَّيْلِ الَّذِي اسْتَضَآءَ مِنْهُ كُلُّ الْأَيَّامِ وَلَا يَعْقِلُ ذَلِكَ إِلَّا كُلُّ مُوقِنٍ بَصِيرٍ وَقَدْ طَافَتْ فِي حَوْلِهِ لَيَالِي الْقَدْرِ وَنُزِّلَتْ فِيْهِ الْمَلَئِكَةُ وَالرُّوحُ بِأَبَارِيقِ الْكَوْثَرِ وَالتَّسْنِيْمِ وَفِيْهِ زُيِّنَ كُلُّ الْجِنَانِ بِطِرَازِ اللّهِ الْمُقْتَدِرِ الْعَزِيزِ الْمَنَّانِ وَبُعِثَتْ كُلُّ مَا كَانَ وَفِيْهِ سَبَقَتِ الرَّحْمَةُ كُلَّ الْعَالَمِينَ فَيَا بُشْرَى لَكُمْ يَا مَلَأَ الرُّوحِ مِنْ هَذَا الْفَضْلِ اللَّائِحِ الْمُبِينِ...».

### عيد الرضوان: إعلان دعوة بهاء الله العلنية
يستمر عيد الرضوان لمدة 12 يومًا من 21 إبريل وينتهي في 2 مايو من كل عامٍ، لكن الاحتفال الرسمي، حيث يُعطل العمل وتُقرأ الألواح والمناجاة، يكون في ثلاثة أيامٍ، في اليوم الأول، والتاسع، والثاني عشر؛ ويمثّل هذا العيد المدة التي قضاها بهاءالله في حديقة النجيبية في بغداد بالعراق عام 1963م، والتي سُميت بالرضوان فيما بعد، وفيها أعلن بهاءالله رسالته الداعية إلى وحدة الجنس البشري. «وفى عيد الرضوان يجتمع البهائيون ويناقشون فيها أحداث الدعوة وكيفية إعلانها، وتبدأ مراسم الاحتفال في اليوم السابق للعيد بعد الغروب مباشرةً، وتكون» المناجاة«أولى المراسم، ثم تنتهى بتلاوة ما يسمونه» لوح الرضوان«ليبدأ الغناء وتشيع مظاهر البهجة والفرح».
أما بالنسبة للنصوص البهائية الخاصة بعيد الرضوان فنجد في الكتاب الأقدس: "  ... قد انغمست الاشياء في بحر الطّهارة في اوّل الرّضوان اذ تجلّينا على من في الإمكان باسمآئنا الحسنى وصفاتنا العليا هذا من فضلي الّذي احاط العالمين. لتعاشروا مع الاديان وتبلّغوا امر ربّكم الرّحمن هذا لاكليل الأعمال لو انتم من العارفين" "" قل انّ العيد الاعظم لسلطان الاعياد اذكروا يا قوم نعمة الله عليكم اذ كنتم رقدآء ايقظكم من نسمات الوحي وعرّفكم سبيله الواضح المستقيم".

### وفاة بهاء الله
في يوم 28 من مايو عام 1892م انتقل بهاءالله إلى الرفيق الأعلى تاركاً الآلاف من آثاره الكتابية. يعتقد البهائيون بأن بهاء الله وضع في كتاباته حجر الأساس لمدنيةٍ وحضارةٍ دائمة التقدم يتساوى فيها كل البشر، ووضع الخطوط الرئيسة من خلال كتاباته لإطار عملٍ يهدف إلى تطور حضارةٍ عالميةٍ تأخذ بالاعتبار البعدين الروحي والمادي لحياة الإنسان، ومن أجل ذلك تحمل السجن والتعذيب والنفي طيلة أربعين عامًا.
ومن بين ما يقرأه البهائيون في تلك المناسبة، نجد لوح الزيارة وفيه: «الثَّنآءُ الَّذِي ظَهَرَ مِنْ نَفْسِكَ الْأَعْلَى وَالْبَهآءُ الَّذِي طَلَعَ مِنْ جَمَالِكَ الْأَبْهَى عَلَيْكَ يَا مَظْهَرَ الْكِبْرِيَاءِ وَسُلْطَانَ الْبَقَاءِ وَمَلِيْكَ مَنْ فِي الْأَرْضِ وَالسَّمَآءِ، أَشْهَدُ أَنَّ بِكَ ظَهَرَتْ سَلْطَنَةُ اللّهِ وَإِقْتِدَارُهُ وَعَظَمَةُ اللّهِ وَكِبْرِيَائُهُ، وَبِكَ أَشْرَقَتْ شُمُوسُ الْقِدَمِ فِي سَمآءِ الْقَضآءِ وَطَلَعَ جَمالُ الْغَيْبِ عَنْ أُفُقِ الْبَدَاءِ، وَأَشْهَدُ أَنَّ بِحَرَكَةٍ مِنْ قَلَمِكَ ظَهَرَ حُكْمُ الْكافِ وَالنُّونِ وَبَرَزَ سِرُّ اللّهِ الْمَكْنُونُ وَبُدِئَتِ الْمُمْكِناتُ وَبُعِثَتِ الْظُّهُوراتُ، وَأَشْهَدُ أَنَّ بِجَمالِكَ ظَهَرَ جَمالُ الْمَعْبُودِ وَبِوَجْهِكَ لَاحَ وَجْهُ الْمَقْصُودِ وَبِكَلِمَةٍ مِنْ عِنْدِكَ فُصِّلَ بَيْنَ الْمُمْكِناتِ وَصَعَدَ الْمُخْلِصُونَ إِلَى الذُّرْوَةِ الْعُلْيا وَالْمُشْرِكُونَ إِلَى الدَّرَكاتِ السُّفْلى، وَأَشْهَدُ بِأَنَّ مَنْ عَرَفَكَ فَقَدْ عَرَفَ اللّهَ وَمَنْ فازَ بِلِقائِكَ فَقَدْ فازَ بِلِقآءِ اللّهِ، فَطُوبَى لِمَنْ آمَنَ بِكَ وَبِآياتِكَ وَخَضَعَ بِسُلْطانِكَ وَشُرِّفَ بِلِقآئِكَ وَبَلَغَ بِرِضائِكَ وَطافَ فِي حَوْلِكَ وَحَضَرَ تِلْقَاءَ عَرْشِكَ. فَوَيْلٌ لِمَنْ ظَلَمَكَ وَأَنْكَرَكَ وَكَفَرَ بِآياتِكَ وَجاحَد بِسُلْطَانِكَ وَحارَبَ بِنَفْسِكَ وَاسْتَكبَرَ لَدى وَجْهِكَ وَجادَلَ بِبُرْهَانِكَ وَفَرَّ مِنْ حُكُومَتِكَ وَاقْتِدَارِكَ وَكَانَ مِنَ الْمُشْرِكِيْنَ فِي أَلْواحِ الْقُدْسِ مِنْ إِصْبَعِ الْأَمْرِ مَكْتُوبًا....»